# Acritus acaroides
Acritus acaroides är en skalbaggsart som beskrevs av Sylvain Auguste de Marseul 1856. Acritus acaroides ingår i släktet Acritus och familjen stumpbaggar. Inga underarter finns listade i Catalogue of Life.